# Зоемтрон-220

Калькулятор «Зоемтрон-220»

«Зоемтрон-220» (нем. Soemtron 220) — калькулятор, выпускавшийся фабрикой офисных машин имени Эрнста Те́льмана (Büromaschinenwerk "Ernst Thälmann") в городе Sömmerda (предприятие до войны называлось Rheinmetall; в 1969 вошло в Комбинат Zentronik, а уже после окончания выпуска данного калькулятора, в 1979 году, вошло в Комбинат Robotron. Калькулятор использовался в ГДР, Болгарии, и в СССР.

## История
Выпускался с 1966 до 1977 года. Основан на дискретной транзисторной логике и газоразрядных индикаторах, построен на литом алюминиевом каркасе с внешними панелями корпуса.
Использует обычную арифметическую запись и имеет фиксированную, выбираемую переключателем, десятичную точку. Имеет память с двумя регистрами.